# Risingemästaren

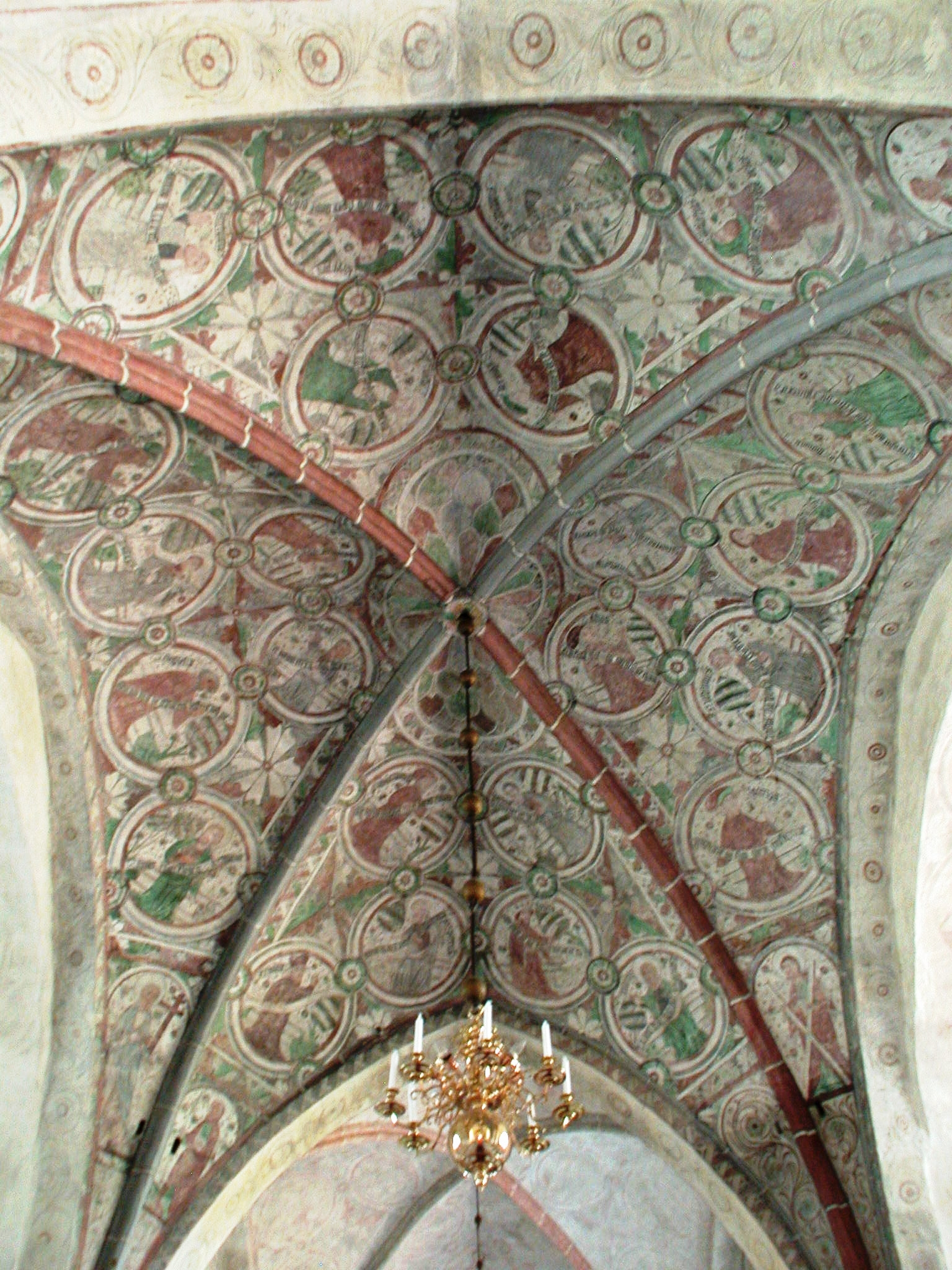
Örberga kyrka, målningar av Risingemästaren

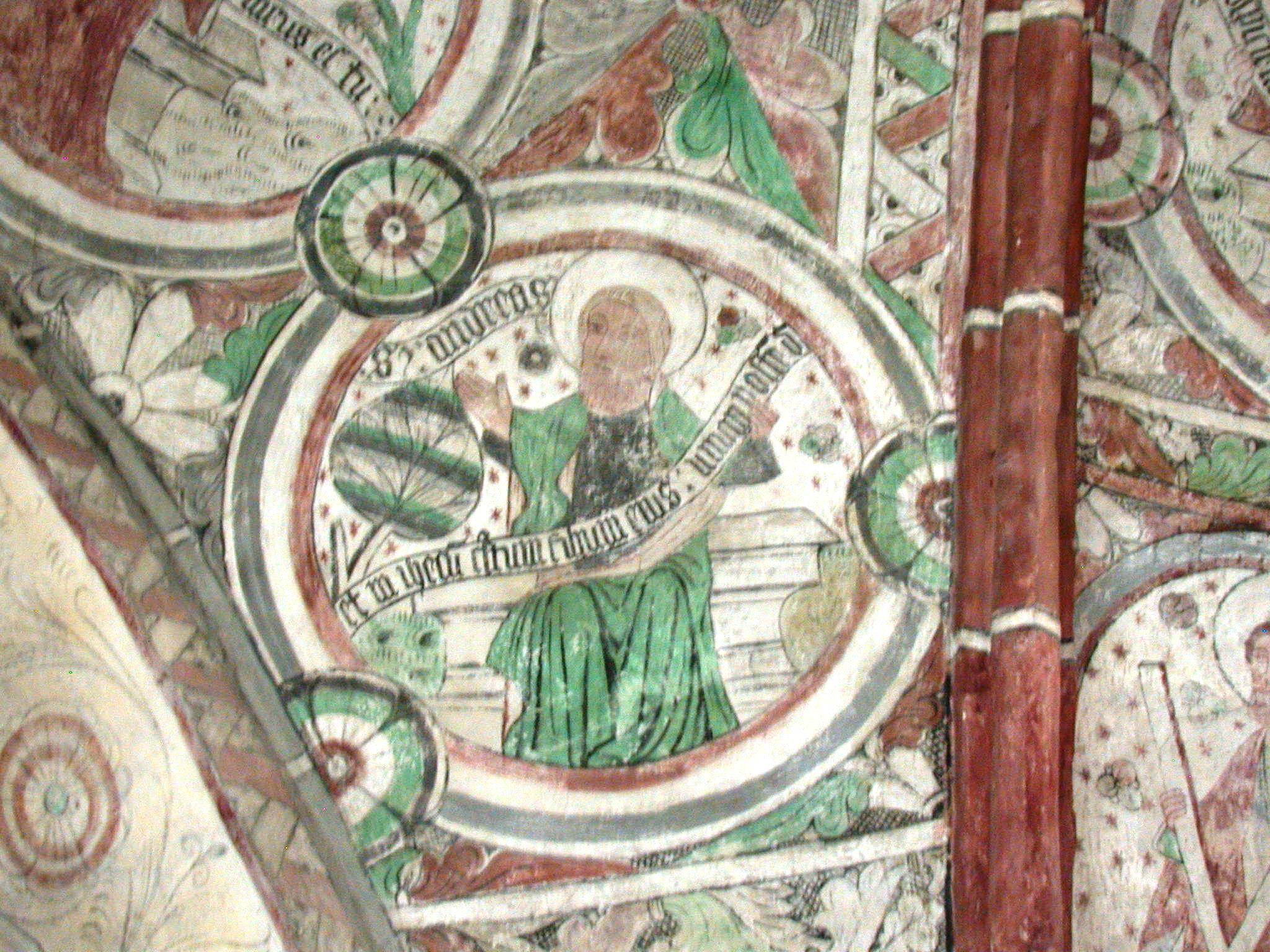
Örberga kyrka, målningar av Risingemästaren

Risingemästaren var verksam i Östergötland under 1400-talets första hälft som konstnär och kyrkomålare. 

## Biografi
Risingemästaren dekorerade valven i Risinge gamla kyrka. I samband med att kyrkan byggdes om under 1400-talets första hälft utfärdade ärkebiskopen i Uppsala och tio andra nordiska biskopar år 1425 ett avlatsbrev, i vilket meddelades att de som hjälpte till vid byggnadsarbetena i Risinge erhöll 40 dagars avlat. Sannolikt var det efter denna ombyggnad som kyrkan erhöll de rika målningar, som aldrig har överkalkats och pryder de fem travéerna.

## Konstnärskap
Dekorationerna i Risinge kyrka har i sin rikedom knappast någon motsvarighet i någon annan svensk kyrka. De är så tätt placerade att de täcker större delen av valvkapporna. Mästaren har inneslutit sina figurer och scener i runda medaljonger. Utrymmet mellan dessa är fyllt med en mångfald av band och växtornament. Färgerna har med tiden mattats något, men än lyser målningarna i gult, orange, rött och turkosgrönt.
En förebild till medaljkompositionerna finns i 1200-talets målningar i Dädesjö gamla kyrka. Man antar att Risingemästaren också haft kontakt med Kapitelsalsmästaren i Vadstena kloster. Risingemästarens tradition tycks ha fortsatts av den östgötske målaren Nils Håkansson, som troligen fullföljt de av Risingemästaren påbörjade målningarna i Östra Eneby kyrka.

## Verk
- Risinge gamla kyrka, Östergötland
- Kaga kyrka, Östergötland
- Örberga kyrka, Östergötland
- Västra Eneby kyrka, Östergötland